# Гийу, Жозеф
Жозеф Гийу (фр. Joseph Guillou; 4 декабря 1787, Париж — сентябрь 1853, Санкт-Петербург) — французский флейтист, композитор, педагог, музыкальный критик.

## Биография
В 1797 году, в десятилетнем возрасте стал студентом Франсуа Девьенна и Иоганна Георга Вундерлиха в Парижской консерватории. В те времена каждый флейтист, желавший получить диплом об окончании консерватории, должен был выиграть первый приз на ежегодном конкурсе флейтистов, и Гийю добился его в 1805 году. С 1816 года Гийю — придворный музыкант короля Людовика XVIII, а в 1822—1826 годах солист оркестра Гранд-Опера. С 1819 по 1829 гг. Гийю профессор Парижской консерватории. Среди его учеников Луи Дорюс.
Гийю был весьма обеспеченным человеком, однако какие-то значительные финансовые проблемы возникли в его жизни, и к концу 1820-х Гийю потерял все состояние. С 1829 он вынужденно начал активно гастролировать по Европе и, в конечном счете, с 1831 года навсегда обосновался в Санкт-Петербурге.

## Творческая деятельность
Автор виртуозных пьес для флейты, концерта и ряда пьес для флейты, написал либретто оперы «Бьянка и Гуальтьеро» композитора А. Ф. Львова (1843, постановка 1844, Дрезден).
Участвовал в создании первого в мире квинтета деревянных духовых инструментов. Возможно, что в составе этого квинтета выступали, помимо Гийу, гобоист Гюстав Вогт, кларнетист Жак Жюль Буфиль, фаготист Антуан Анри и валторнист Луи Франсуа Допра.
В Санкт-Петербурге в 1846—1848 гг. Гийю издавал журнал «L’artiste Russe», писавший по-французски о российских музыкантах. В нём наряду со статьями он печатал собственные гравюры с картин и портретов И. К. Айвазовского, Ф. А. Бруни, А. Е. Егорова и др. Гийю играл в оркестрах Санкт-Петербургских императорских театров (первый флейтист), выступал как критик в печати, был лектором, давал частные уроки.